# カイン派
カイン派（カインは、Cainites、Cainians、ギリシア語: Καϊνοί Kainoi, Καϊανοί Kaianoi）は、多くのグノーシス主義者によって悪とみなされているタナハの神、デミウルゴスの最初の犠牲者としてカインを崇拝することで知られている、グノーシス主義と反律法主義の宗派。 この宗派は比較的小規模だった。 この宗派は、テルトゥリアヌスとエイレナイオスによって、2世紀にローマ帝国東部に存在していたと言及された。 聖典の一つは、ユダの福音書だった。